# Tryon (Carolina del Nord)
Tryon è una città degli Stati Uniti d'America situata nella Carolina del Nord, nella Contea di Polk.